# Hans Sitt
Hans Sitt (Praga, 21 settembre 1850 – Lipsia, 10 marzo 1922) è stato un compositore, violinista e violista ceco, considerato uno dei più importanti maestri di violino del suo tempo.

## Biografia
Figlio di Anton Sitt (originariamente Szytt) (1819-1878), un importante violinista di origine ungherese. 
Hans Sitt studiò dapprima in un ginnasio praghese e successivamente al Conservatorio della sua città natale, dal 1861 al 1867, sotto la guida di Moritz Mildner (1812-1865) e di Antonín Bennewitz per il violino, di Josef Krejčí (1821-1881) e Johann Friedrich Kittl (1806-1868) per la composizione.
Diventò primo violino dell'orchestra del teatro dapprima di Breslavia e poi di Praga.
Ha assunto il ruolo di direttore d'orchestra dell'Opera di Breslavia a Breslavia nel 1867 all'età di diciassette anni, successivamente a Chemnitz dal 1873 al 1880.
Inoltre effettuò direzioni d'orchestra in numerosi Paesi europei: in Francia, in Austria e in Germania.
Dal 1883 ha insegnato violino al Conservatorio di Lipsia, incarico che ha conservato fino al 1921. Tra i suoi allievi si possono menzionare Fritz Stein, Franco Alfano, Pablo Sorozábal, Frederick Delius, e il direttore Václav Talich. 
Dal 1885 al 1903 ha guidato il Bachverein di Lipsia ed ha suonato la viola nel Quartetto Brodsky dal 1883 al 1895 insieme a Hugo Becker, Julius Klengel e al fondatore Adolph Brodsky.
Oltre ad aver scritto numerosi lavori didattico-pedagogici, Sitt scrisse un considerevole numero di pezzi per violino e orchestra, inclusi sei concerti e un numero di sonate per vari strumenti, romanze. L'unica musica da camera di cui disponiamo sono due trii per pianoforte composti negli anni 80 del XIX secolo.
Sitt è l'autore dell'orchestrazione più conosciuta di Danze norvegesi op.35 di Edvard Grieg, un'opera del 1881 per pianoforte a quattro mani.
Anche il fratello maggiore di Hans Sitt, Anton Sitt il Giovane (1847-1929) è stato un noto violinista professionista e il direttore della Helsinki Orchestral Society, che ha eseguito la maggior parte delle principali opere orchestrali di Jean Sibelius.

## Opere principali

### Musica per orchestra
- Nocturne und Scherzo, per orchestra op. 6;
- Gavotte, in Mi minore op. 15 (1884), anche per pianoforte;
- Ouverture zu A. Leschivo "Don Juan d'Austria", per orchestra op. 20 (c.1884, eseguito nel 1891);
- Wiegenlied und Gavotte, per orchestra d'archi op. 48 (1892), anche per violino e pianoforte;
- Festmarsch, op. 54 (1895);

Concertante
- Nocturne, in Fa maggiore per violino e orchestra (1882);
- Concerto n. 1 in Re minore per violino e orchestra op. 11 (1884);
- Concerto n. 2 in La minore per violino e orchestra op. 21 (1884);
- Concertino n. 1 in La minore per violino e orchestra op. 28 (1888);
- Polonaise No. 1, in La maggiore per violino e orchestra (o pianoforte), op. 29 (pubblicato nel 1885);
- Concertino n. 2 in Re minore per violino (nelle prime 3 posizioni) e orchestra op. 31 (1889);
- Concerto n. 1 in La minore per violoncello e orchestra op. 34 (1890);
- Concerto n. 2 in Re minore per violoncello e orchestra op. 38 (1891);
- Concertstück, in Sol minore per viola e orchestra op. 46 (1892, orchestrato 1899);
- Concertino n. 3 in Re minore per violino (nelle prime 5 posizioni) e orchestra op. 65 (1896);
- Concerto in La minore per viola e orchestra op. 68 (1900);
- Concertino "in den ersten 5 Lagen", in La minore per violino (nelle prime 5 posizioni) e orchestra op. 70 (1898);
- Concertino in La minore per violino (nella prima posizione) e orchestra op. 93 (1906);
- Romance, in Sol minore per viola e orchestra op. 72 (1900);
- Concerto n. 3 in Re minore per violino e orchestra op. 111 (1912);
- Konzertstück: Allegro appassionato, Romanze und Tarantelle, per violino o viola e orchestra (o pianoforte), op. 119 (1916);

### Musica da camera
- Trio di pianoforte n. 1 in Sol maggiore op. 63 n. 1 (composto nel 1880);
- Piano Trio n. 2 in Si maggiore, op. 63 n. 2;
- Rêverie, per corno e pianoforte, op. 75 n. 2 (pubblicato nel 1902); originale per viola e pianoforte;

Violino
- Gretchen: Paraphrase aus Liszt 'Faust-Symphonie' , per violino e pianoforte (1880 circa);
- Namenlose Blätter, per violino e pianoforte, op. 10;
- 3 Albumblätter: Romanesca in Si minor, Melodie e Gondoliera, per violino e pianoforte, op. 13 (pubblicato nel 1894);
- 3 Stücke, (3 pezzi) per violino e pianoforte, op. 14 (1884);
- Romanze, in Sol maggiore per violoncello (o violino) e pianoforte (o organo), op. 17 (1884);
- 2 Etüden zum Conzertgebrauch, (2 Studi per uso concertistico) per violino e pianoforte op. 24 (1886);
- Cavatine und Barcarole, per violino e pianoforte, op. 25 (1887); Accordo  Cavatine  per violino e orchestra (1888);
- Walzer, in Re maggiore per violino e pianoforte (1888); pubblicato su Eulenburg's musikalischer Haus- und Familienkalender (1889)
- Aus der Jugendzeit, 12 pezzi per violino (nella prima posizione) e pianoforte, op. 26 (1885);
- Lose Blätter, 10 pezzi per violino (nelle prime 3 posizioni) e pianoforte, op. 37b (1880s); versione originale per piano solo;
- 6 Albumblätter, per violino e pianoforte, op. 39 (1891, 1896), versione originale per viola e pianoforte;
- 6 Fantasiestücke, (6 pezzi di fantasia) per violino e pianoforte, op. 40 (1891);
- 6 Stücke, per violino e pianoforte, op. 47 (1892);
- Wiegenlied und Gavotte, per violino e pianoforte, op. 48 (1892), anche per orchestra d'archi;
- Polonaise No. 2, in La maggiore per violino e pianoforte, op. 49 (pubblicato nel 1893);
- Capriccio, per violino e pianoforte, op. 50;
- Romanze und Mazurka, per violino e pianoforte, op. 52 (1892);
- Miniatures, 12 pezzi per violino e pianoforte, op. 53;
- 3 Berceuses, per violino e pianoforte, op. 56 (1894);
- Aus der Jugendzeit, 12 pezzi per violino (nelle prime 3 posizioni) e pianoforte, op. 57;
- Scherzo capriccioso, per violino e pianoforte, op. 59;
- 3 Sonatinen, (3 Sonatine), in Do maggiore, minore minore e Re maggiore per violino e pianoforte, op. 62 (1895);
- 2 Stücke: Barcarolle und Canzonetta, per violino e pianoforte, op. 64b (1894, 1897), versione originale per violoncello e pianoforte;
- 3 Fantasien in progressiver Reihenfolge, 3 Fantasie per violino e pianoforte, op. 66 (1897);
- 4 Stücke, 4 pezzi per violino e pianoforte, op. 67 (pubblicato 1900);
- 3 Violin-Vorträge: Romanze, Nocturne, Scherzo-Tarantelle, per violino e pianoforte, op. 71 (1898);
- 20 kleine Vortragsstücke in progressiver Schwierigkeit, 20 brani per violino e pianoforte, o per 2 violini op. 73 (1900);
- 3 kleine Fantasien über Weihnachtslieder, 3 Fantasie sui canti natalizi per violino e pianoforte, op. 74 (pubblicato nel 1903);
- Zwölf Melodische Vortragsstücke, 12 pezzi per violino (nella prima posizione) e pianoforte, op. 78 (1902);
- 2 Stücke, 2 pezzi per violino e pianoforte, op. 87 (1905);
- Suite in Re minore per violino e pianoforte op. 88;
- 3 Stücke, 3 pezzi per violino e pianoforte, op. 89:

# Albumblatt in Sol maggiore;
# Langsamer Waltzer in La maggiore;
# Marsch in Do maggiore;
- 3 Duette in der ersten Lage für Anfänger, 3 duetti per 2 violini op. 91 (1905);
- Mosaik: Zwölf kleine Vortragsstücke, per violino e pianoforte, op. 95 (1906);
- Sechs lyrische Stücke, 6 pezzi per violino e pianoforte op. 96 (1907);
- 3 Stücke, 3 pezzi per violino e pianoforte, op. 97 (1907):

# Romanze in La maggiore;
# Barkarole in Sol minore;
# Mazurka in Re minore;
- Concertino in Re minore per 2 violini (nelle prime 3 posizioni) e pianoforte, op. 133 (1920);